# Los Colls Rojos
Los Colls Rojos és una muntanya de 361 metres que es troba al municipi de Bellmunt del Priorat, a la comarca catalana del Priorat.